# Portet-sur-Garonne
 Portet-sur-Garonne  es una población y comuna francesa, en la región de Mediodía-Pirineos, departamento de Alto Garona, en el distrito de Muret y cantón de Portet-sur-Garonne.

## Demografía
| 4398 | 5432 | 6014 | 6872 | 8030 | 8733 |
| Para los censos de 1962 a 1999 la población legal corresponde a la población sin duplicidades (Fuente: INSEE [Consultar]) |      |      |      |      |      |

## Hermanamientos
- Binéfar, España.[3]